# Anna Maria Goławska
Anna Maria Goławska (ur. 1974 w Parczewie) – polska poetka, podróżniczka, tłumaczka.

## Życiorys
Wychowywała się w Radzyniu Podlaskim, gdzie ukończyła szkołę średnią. Studiowała polonistykę na Uniwersytecie Marii Curie-Skłodowskiej w Lublinie. Debiutowała w „Akcencie”. Autorka tomików poezji i książek. W 2017 otrzymała dyplom uznania województwa lubelskiego za szczególne zaangażowanie w rozwój kultury. Współzałożycielka internetowego serwisu poetyckiego Nieszuflada. Mieszka w Lublinie.

## Publikacje
- Sumienna rzeźniczka, Biblioteka Śladu, Słupsk 2003
- Toskania i okolice. Przewodnik subiektywny, Nowy Świat, Warszawa 2006, 2007 [z Grzegorzem Lindenbergiem]
- Postępująca personifikacja, Biblioteka Akcentu, Lublin 2007
- Toskania, Umbria i okolice. Przewodnik subiektywny, Nowy Świat, Warszawa 2009
- Włochy. Podróż na południe, Nowy Świat, Warszawa 2010
- Środek komunikacji, Topos, Sopot 2017
- Toskania i Umbria. Przewodnik subiektywny, Cis i Italianna, Warszawa 2016, 2018
- Lodziarnia; D. i M.; Czy miast szukamy do życia czy światła? Migawki z Syrakuz; Chodzenie po lesie, Akcent nr 3 (177) 2024